# (T)Raumschiff Surprise - Periode 1
(T)Raumschiff Surprise - Periode 1 è un film tedesco del 2004 diretto da Michael Herbig. È una commedia fantascientifica.